# Mitino (métro de Moscou)
Pour le district administratif, voir Mitino.
Mitino (en russe : Ми́тино et en anglais : Mitino) est une station de la ligne Arbatsko-Pokrovskaïa (ligne 3 bleue) du métro de Moscou. Elle est située sur le territoire du raïon Mitino dans le district administratif nord-ouest de Moscou.
La station est mise en service en 2009.

## Situation sur le réseau
Établie en souterrain, à 14 mètres sous le niveau du sol, la station Mitino est située au point 288+30 de la ligne Arbatsko-Pokrovskaïa (ligne 3 bleue), entre les stations Volokolamskaïa (en direction de Chtchiolkovskaïa), et Piatnitskoïe chosse (en direction de Piatnitskoïe chosse le terminus).
Avant la station il y a une jonction entre les tunnels et deux voies de garage.

## Histoire
La station Mitino est mise en service le 26 décembre 2009, lors de l'ouverture à l'exploitation du prolongement entre Stroguino à Mitino.
C'est une station voutée, peu profonde, construite en béton armé. L'éclairage de la voute est réalisée avec des sources d'éclairage intégrées dans des caissons provoquant une lumière rasante. Les bordures de quais en granit gris sont soulignés par deux lignes de lumière composées de led. Du marbre est également utilisé. Des ascenseurs rendent la station accessible aux personnes à mobilité réduite.

Architecture et décoration
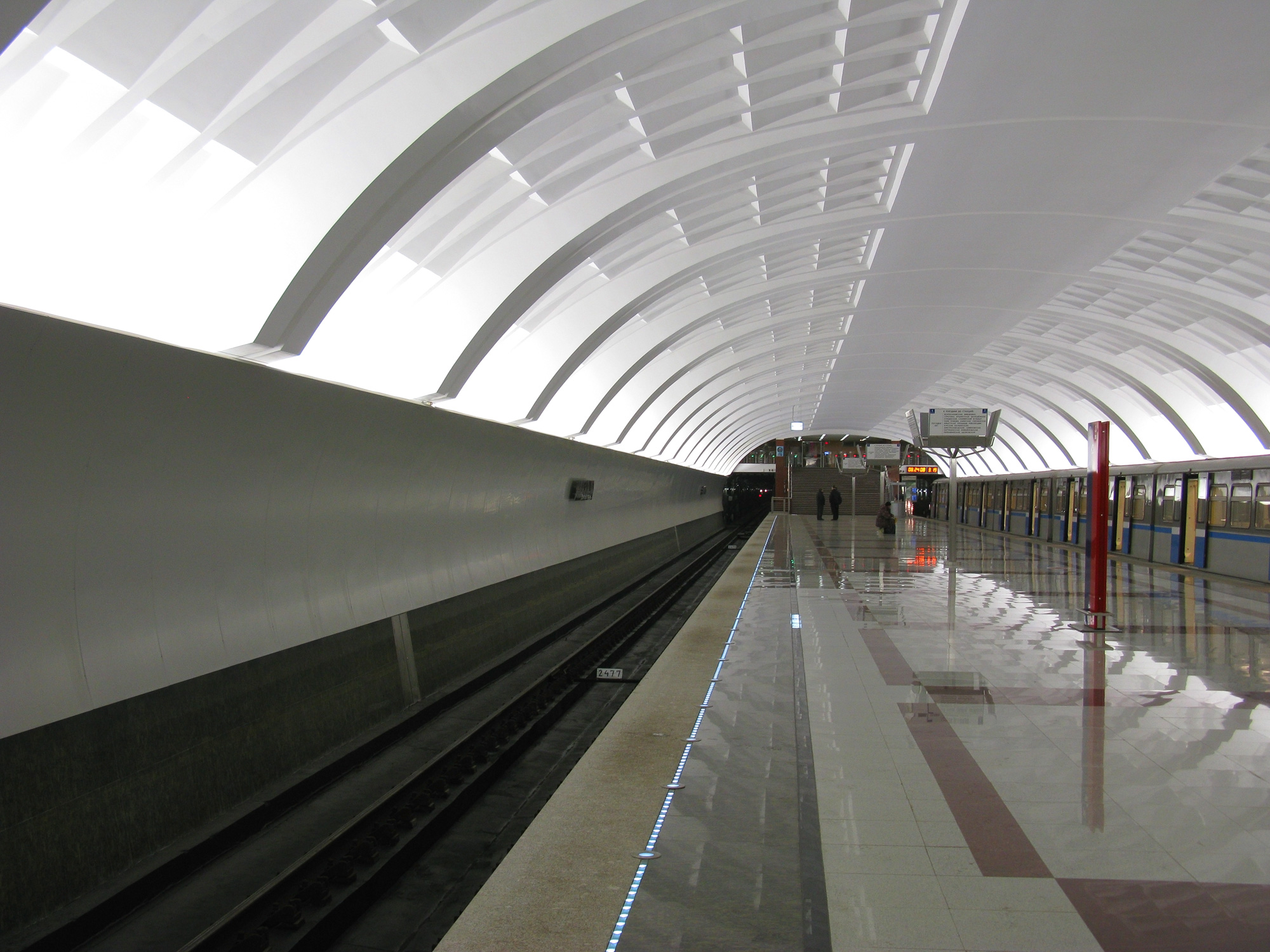
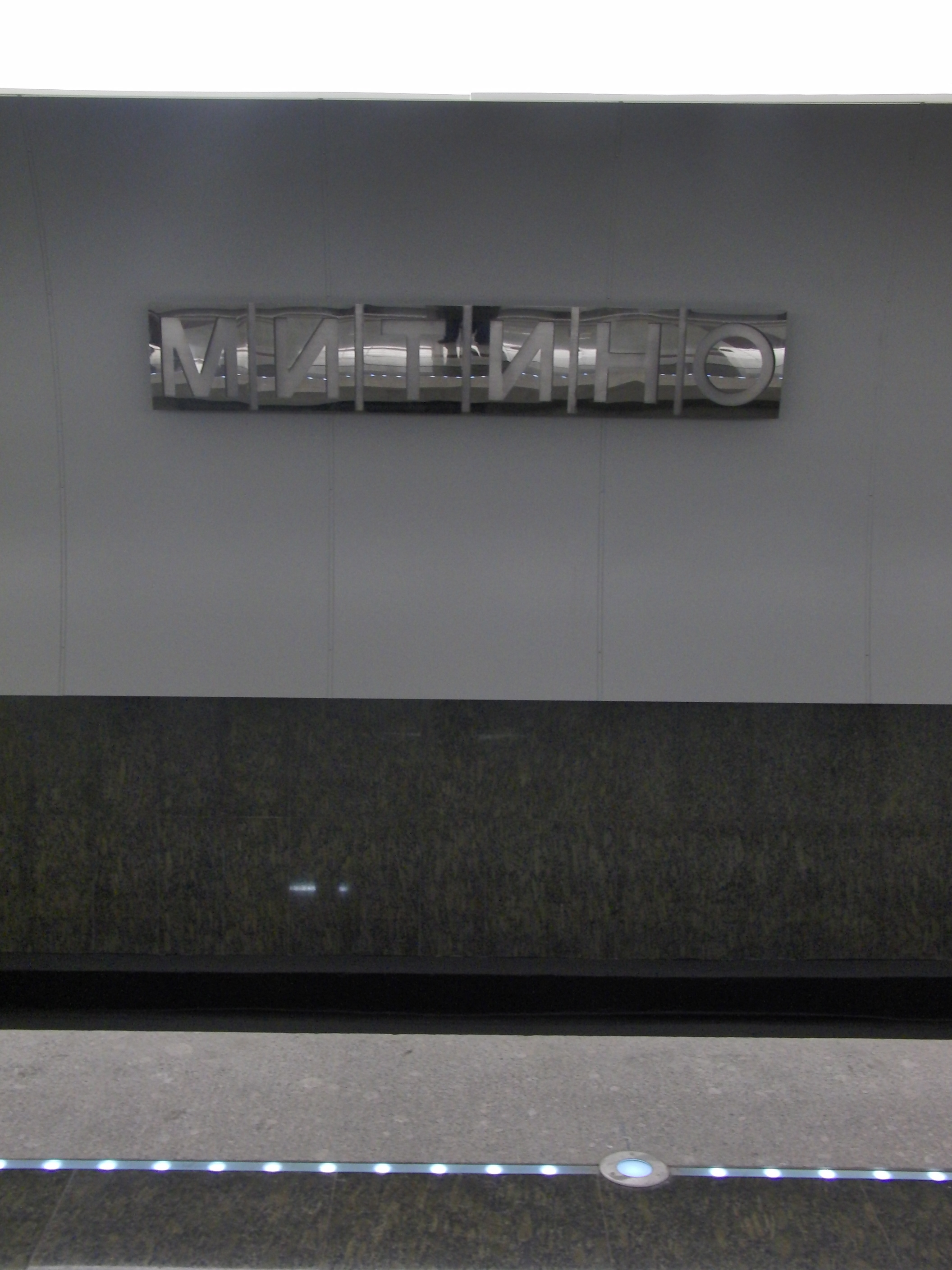
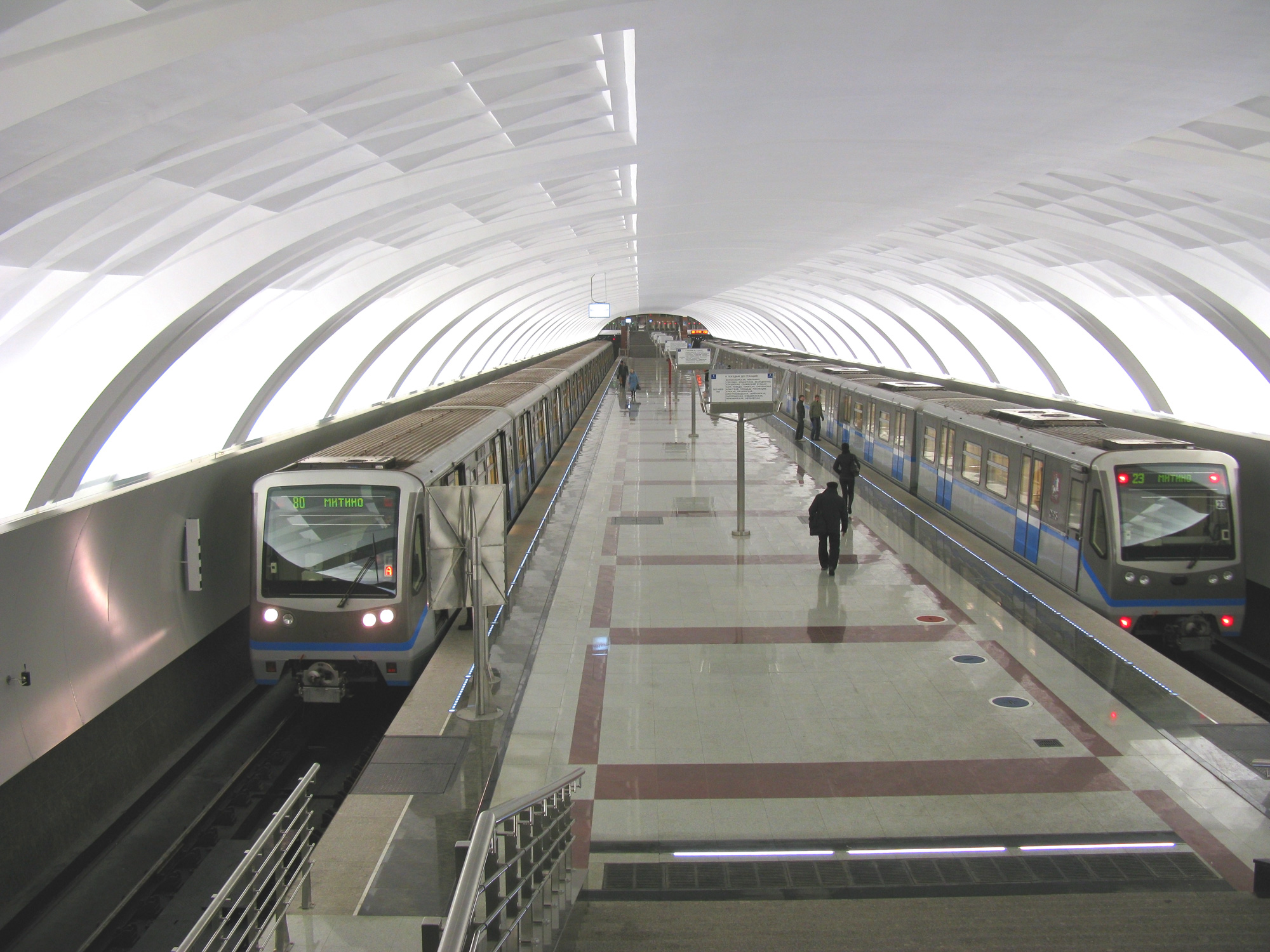